# 米本明
米本 明（よねもと あきら、1997年7月22日 - ）は、日本の指揮者。トラオム祝祭管弦楽団総監督。キャンディード・アーツ代表。

## 来歴
愛知県名古屋市生まれ。6歳でヴァイオリン、13歳でヴィオラを始める。
小学校4年生の時に東海学園交響楽団の定期演奏会にてチャイコフスキー「交響曲第5番」を聴き、感銘を受ける。この事がきっかけで東海中学校・高等学校の受験を決意。オーケストラ部（東海学園交響楽団）へ入部。オーケストラ部にて指揮者を務め、高校2年生でチャイコフスキー「交響曲第5番」を自身で指揮する。
同志社大学グローバル地域文化学部への進学後に同志社交響楽団に加入するが、練習参加を絶対視する雰囲気や表現よりも音程を重視する練習に違和を感じ、約1年で休団した。自身の望むオーケストラができないのならば自分で作るしかないと考え、東海高校時代の友人と共に「トラオム祝祭管弦楽団」を設立した。
総監督を務めるトラオム祝祭管弦楽団では、メンデルスゾーンの「夏の夜の夢」全幕を劇付随音楽形式で企画し、演奏したことが好評を博す。続く、オール・サン=サーンス・プログラムでも成功を収める。2020年2月にはフンパーディンクのオペラ「ヘンゼルとグレーテル」を劇付随音楽形式で演奏し、高い評価を得る。
また、ワールドシップオーケストラのインドネシアプロジェクトや、江上達哉コントラバスコンサート、名古屋芸術大学非公式オーケストラなど、活動の幅を広げている。
2018年にはドイツのミュンヘンへ留学する。
ダニエル・オッテンザマー（ウィーン・フィルハーモニー管弦楽団首席クラリネット奏者）、三好孝市（ヴァイオリン）、吉田文（オルガン）、江上達哉（コントラバス）との共演経験がある。
指揮を三好孝市に師事。日独学友協会指揮講習受講生。
2017年度同志社大学プロジェクト科目「クラシック音楽のコンサートを創ろう！」を修了したメンバーによって立ち上げられた、学生によるボランティアの音楽事務所「キャンディード・アーツ」の代表に就任し、クラシック音楽をもっと多くの人に聴いてもらうための活動を行っている。また、自身が指揮者としてではなく奏者として演奏を行うこともある。

## 人物
コサックダンスが得意であるが、2019年に椎間板ヘルニアを患って以来病態の悪化を防ぐために封印している。
指揮者として佐渡裕を尊敬している。佐渡が芸術監督を務める兵庫県立芸術文化センターでアルバイトをしていた。
指揮のモットーは「観客も演奏者も熱狂するような空気感を作りたい」。師である三好孝市の「指揮者はホールにいる全員に感動してもらうために存在している。一緒に演奏するメンバーやお客さんの心を揺さぶることが指揮者の役割である」という教えに基づく。

## 演奏歴
| 日時             | 場所                           | 演奏会                                                       | 曲目 |
| ---------------- | ------------------------------ | ------------------------------------------------------------ | --- |
| 2012年9月30日    | 東海中高講堂                   | 中学九月祭                                                   | ヨハン・シュトラウス2世「こうもり」序曲 |
| 2014年10月25日   | 猿投の森                       | 第6回森の音楽祭                                              | チャイコフスキー「交響曲第5番」 |
| 2014年11月1日    | 名古屋市公会堂                 | 私学連合音楽祭                                               | チャイコフスキー「交響曲第5番」より第2楽章 |
| 2014年11月3日    | 愛知県体育館                   | ビッグフェス                                                 | エルガー「威風堂々第1番」 「花は咲く」 |
| 2015年3月24日    | 愛知県芸術劇場コンサートホール | 東海学園交響楽団第31回定期演奏会                             | フランセ「クラリネット協奏曲」(クラリネット:ダニエル・オッテンザマー) チャイコフスキー「交響曲第5番」 エルガー「威風堂々第1番」(アンコール) |
| 2018年2月9日     | 長久手市文化の家               | トラオム祝祭管弦楽団 劇付随音楽「夏の夜の夢」演奏会          | シューベルト「交響曲第5番」 メンデルスゾーン「劇付随音楽 夏の夜の夢」 |
| 2019年3月15-17日 | インドネシア各地               | ワールドシップオーケストラ インドネシアプロジェクト          | |
| 2019年3月26日    | 豊田市コンサートホール         | トラオム祝祭管弦楽団 オール・サン＝サーンス・プログラム      | サン＝サーンス「交響詩 死の舞踏」 サン＝サーンス「ヴァイオリン協奏曲第3番」(ヴァイオリン:三好 孝市) サン＝サーンス「交響曲第3番オルガン付き」(オルガン:吉田文) サン＝サーンス「糸杉と月桂樹」より月桂樹(アンコール)                                                     |
| 2019年5月5日     | いちょうホール                 | NPO法人ワールドシップ ワールドシップオーケストラ東京公演2019 | バーンスタイン「ウエスト・サイド・ストーリー」 |
| 2019年6月22日    | 港文化小劇場                   | 江上達哉コントラバスコンサート                               | ドラゴネッティ「コントラバスコンチェルト」 クーセヴィツキ―「コントランバスコンチェルト」 |
| 2019年9月10日    | 名古屋芸術大学3号館ホール      | 名古屋芸術大学非公式オーケストラ                             | ブラームス「悲劇的序曲」 チャイコフスキー「幻想序曲 ロメオとジュリエット」 チャイコフスキー「交響曲第5番」 |
| 2020年2月9日     | 長久手市文化の家               | トラオム祝祭管弦楽団 「ヘンゼルとグレーテル」演奏会          | メンデルスゾーン「交響曲第4番 イタリア」 フンパーディンク「ヘンゼルとグレーテル」 |
| 2022年5月8日     | 名古屋市西文化小劇場           | トラオムカンマーアンサンブル#3音楽で巡るヨーロッパの旅       | モーツァルト「フィガロの結婚」序曲 モーツァルト「フィガロの結婚」より愛の神よ、安らぎを与えたまえ ロッシーニ「セビリアの理髪師」序曲 ロッシーニ「セビリアの理髪師」より今の歌声は ベートーヴェン「交響曲第8番」 ヨハン・シュトラウス2世「こうもり」よりチャールダッシュ |